# How to Suppress Women's Writing
How to Suppress Women's Writing est un livre de Joanna Russ, publié en 1983. Écrit dans le style d'un guide sarcastique et irrévérencieux, il explique comment les femmes sont empêchées de produire des œuvres écrites, ne sont pas reconnues lorsque de telles œuvres sont produites, ou rejetées ou rabaissées pour les contributions qu'elles sont reconnues avoir faites. Bien qu'elle se concentre principalement sur des textes écrits en anglais, l'autrice inclut également des exemples d'œuvres non anglophones et d'autres médias, comme des peintures. Citant des autrices et des critiques comme Suzy McKee Charnas, Margaret Cavendish et Vonda McIntyre, Russ vise à décrire les forces sociales systématiques qui empêchent la reconnaissance généralisée du travail des autrices féminines.
Bien que Russ ait été une féministe active et l'un des principales contributrices de la scène féministe de science-fiction à la fin des années 1960 et 1970, How to Suppress Women's Writing a marqué une transition dans sa carrière vers la critique littéraire. Au cours de la même décennie, elle a écrit un essai intitulé Recent Feminist Utopias, qui a ensuite été publié en 1995 dans le cadre de son livre, To Write Like a Woman: Essays in Feminism and Science Fiction.
Ursula K. Le Guin mentionne cet essai dans son essai comme un des textes à lire absolument pour comprendre la question de la place des femmes en science-fiction.

## Les méthodes de suppression répertoriées par Russ
Le livre décrit onze méthodes courantes qui sont utilisées pour ignorer, condamner ou rabaisser le travail des autrices,.
1. Interdictions : Empêcher les femmes d'accéder aux outils de base pour écrire.
2. Mauvaise foi : Créer inconsciemment des systèmes sociaux qui ignorent ou dévalorisent l'écriture des femmes.
3. Déni d'agentivité : Nier qu'une femme ait écrit une œuvre.
4. Pollution d'agentivité : Montrer que leur art est impudique, qu'il ne s'agit pas vraiment d'art ou qu'il n'aurait pas dû être écrit.
5. Le double standard du contenu : Affirmer qu'un ensemble d'expériences est considéré comme plus précieux qu'un autre.
6. Fausse catégorisation : Classer à tort les femmes artistes comme épouses, mères, filles, sœurs ou amantes d'artistes masculins.
7. Isolation : Créer un mythe de réalisation isolée qui prétend qu'une seule œuvre ou une courte série de poèmes est considérée comme excellente.
8. Anomalie : Affirmer que la femme en question est excentrique ou atypique.
9. Manque de modèles : Renforcer la domination de l'auteur masculin dans les canons littéraires afin de couper l'inspiration et les modèles des femmes écrivains.
10. Réponses : Forcer les femmes à renier leur identité féminine pour être prises au sérieux.
11. Esthétique : Vulgariser les œuvres esthétiques qui contiennent des rôles et des caractérisations dégradants des femmes.

## Accueil
Les féministes et les spécialistes des droits civiques ont généralement reçu le livre de manière positive,. Il est très apprécié pour son humour et son esprit tranchants, ainsi que pour sa présentation désarmante et novatrice du sexisme dans les domaines de l'art et de l'écriture.

## Éditions
- Joanna Russ, How to Suppress Women's Writing, University of Texas, 1983 (ISBN 0-292-72445-4, lire en ligne).